# Дубельт, Михаил Леонтьевич
Михаил Леонтьевич Дубельт (8 (20) февраля 1822, Киев, Российская империя — 6 (19) апреля 1900, Санкт-Петербург, Российская империя) — российский военный, генерал-лейтенант в отставке (c 1897 года). Начальник штаба 1-го резервного кавалерийского корпуса (1854—1857), начальник штаба Сводного кавалерийского корпуса (1861—1862), комендант Александрополя (1886—1890).
Наиболее известен как муж (1853—1868) Натальи Александровны Пушкиной (дочери Александра Сергеевича Пушкина).

## Биография
Родился 8 февраля 1822 года (по другим данным, 9 февраля 1822 года) в семье Леонтия Васильевича Дубельта и Анны Николаевны Дубельт в Киеве.
Получил превосходное домашнее воспитание. Умел играть на фортепиано, знал английский и французский языки. В восьмилетнем возрасте поступил в Пажеский корпус, который через десять лет и окончил.
22 июля 1840 года из камер-пажей перешёл на военную службу, был зачислен в Кавалергардский Её величества полк корнетом. 6 декабря 1843 года, оставаясь в том же полку, был произведён в поручики, 21 апреля 1848 года — в штабс-ротмистры. Последние три года службы в этом полку был адъютантом командира Главного кавалерийского корпуса Павла Петровича Ланского.
22 февраля 1849 года был переведён в Апшеронский пехотный полк в чине майора. На период с 26 февраля по 9 апреля 1849 года для усовершенствования познаний во фронтовой службе временно откомандировывался в образцовый пехотный полк. На период с 13 июля по 28 ноября 1849 года временно откомандировывался на должность младшего штабс-офицера 1-го батальона пехотного полка генерал-фельдмаршала князя Варшавского графа Паскевича-Эриванского.
В 1849—1852 годах принимал участие в боях с горцами на Кавказе. В том числе, участвовал в осадной операции укреплённого горского аула Чох, за что был награждён золотым оружием.  Получил ранение в ногу. 8 января 1851 года был утверждён в качестве командира 3-го батальона Апшеронского пехотного полка. 21 июня 1851 года во время штурма горного хребта Турчидаг, который защищали горцы под руководством Шамиля, ведя свой батальон, Михаил  получил ранение в ногу, несмотря на которое, закончил восхождение во главе батальона.
15 ноября 1851 года, после лечения раны, Дубельт поехал в отпуск по ранению в Санкт-Петербург. 25 февраля 1852 года был произведён в чин подполковника Апшеронского пехотного полка «за отличия в делах против горцев». В апреле 1852 года после отпуска возвращается на Кавказ. Лето 1852 года проводит в боях. В сентябре 1852 года вновь уезжает в отпуск в Санкт-Петербург.
18 февраля 1853 года вступил в церковный брак с Натальей Александровной Пушкиной. Венчание прошло в Санкт-Петербурге, в церкви Лейб-гвардии конного полка.
2 мая 1853 года был назначен к военному министру чиновником особых поручений с зачислением по армии. 16 июня 1853 года был произведён в чин полковника с оставлением в той же должности и с зачислением по армии «за отличия в делах против горцев».
27 декабря 1854 года был назначен исправляющим должность начальника штаба 1-го резервного кавалерийского корпуса с зачислением по армейской кавалерии. 26 августа 1856 года, будучи оставлен в должности начальника штаба, был назначен флигель-адъютантом Александра II. 22 мая 1857 года был отчислен с должности начальника штаба и, будучи оставлен в звании флигель-адъютанта, был зачислен по армейской кавалерии.
В период с 31 августа по 12 сентября 1857 года, по-прежнему числясь по армейской кавалерии и оставаясь в звании флигель-адъютанта, получил назначение состоять при Министерстве внутренних дел.
23 апреля 1861 года был назначен в Свиту Его Императорского Величества с производством в чин генерал-майора «за отличие по службе». 25 июня 1861 года, будучи оставлен в Свите Его Императорского Величества, был назначен на должность начальника штаба Сводного кавалерийского корпуса.
Принимал участие в проведении Крестьянской реформы 1861 года.
16 июля 1862 года, будучи оставлен в Свите Его Императорского Величества, был отчислен с должности начальника штаба и уволен в отпуск. 28 декабря 1862 года был уволен в бессрочный отпуск. 16 ноября 1863 года был уволен со службы с сохранением мундира.
18 мая 1868 года брак с Натальей Пушкиной был расторгнут по указу Святейшего cинода.
6 июня 1886 года возвратился на службу, будучи зачислен по армейской кавалерии и назначен на должность коменданта Александрополя. По состоянию на февраль 1890 года не имел во владении недвижимого имущества. В годовой аттестации имел запись «здоровья слабого, умственных способностей удовлетворительных, нравственных качеств посредственных, воли слабой, не отвечает своему назначению, по преклонным летам и слабому здоровью не способен к самостоятельной деятельности». 27 февраля 1890 года был отчислен с должности александропольского коменданта, в связи с её упразднением, и был зачислен в запас армейской кавалерии.
21 апреля 1897 года был произведён в генерал-лейтенанты с увольнением в отставку с мундиром и с пенсией. Умер 6 или 8 апреля 1900 года в Петербурге. Был похоронен в Александро-Невской лавре на Никольском кладбище; могила не сохранилась.

## Семья
- Отец — Леонтий Васильевич Дубельт (15 сентября 1792 — 27 апреля 1862) — управляющий Третьим отделением Собственной Его Императорского Величества канцелярии (1839—1856), генерал от кавалерии (1856)[2].
- Мать — Анна Николаевна Дубельт (ум. 1853[11])— урождённая Перская[3][11] (по другим данным — урождённая Перовская[2]). Племянница адмирала Николая Семёновича Мордвинова[3][11]. Хорошо знала английский язык, была одной из первых переводчиц на русский язык произведений Вашингтона Ирвинга[3].
- Супруга (18 февраля 1853 — 18 мая 1868) — Наталья Александровна Пушкина — младшая дочь Александра Сергеевича Пушкина[2][3].
  - Дочь — Наталья (23 августа 1854[12][3] — 1925[13]). В 1881 году вышла замуж за полковника Арнольда фон Бесселя (1826—1887). Сын погиб в 1945 году во французском плену[7].
  - Сын — Леонтий (5 октября 1855[12] или 5 августа 1855[3] — 1894[13]). Учился в Пажеском корпусе, из которого был отчислен из-за несчастного случая (ранения в грудь). С отличием окончил Морской корпус. Состоял в браке с княжной Агриппиной Оболенской. Детей не было[7].
  - Дочь — Анна (6 сентября или 6 ноября 1861[12] — 1919[13]). Была замужем за служащим Министерства внутренних дел А. П. Кондыревым (ум. в 1900 году). Трое детей: Павел (1892—1919), Наталья (1894—1903), Александр (1897—1915)[14].

## Личная жизнь
Приехав в Петербург в отпуск с Кавказа (откуда убыл после лечения 15 ноября 1851 года), Дубельт влюбился в многократно виденную им в детском возрасте Наталью Пушкину, ныне поразившую его своей расцветшей красотой. В апреле 1852 года, по пути из отпуска к месту службы, Дубельт навещает свою мать в тверском имении Рыскино и сообщает ей о сделанном им предложении и полученном согласии на брак с Натальей. Осенью 1852 года Дубельт вновь приезжает в Санкт-Петербург в семимесячный отпуск, который по случаю женитьбы был продлён до 24 сентября 1853 года.
18 февраля 1853 года вступил в церковный брак с Натальей Александровной Пушкиной. Венчание прошло в Санкт-Петербурге, в церкви Лейб-гвардии конного полка. По окончании отпуска должен был отбыть к месту службы вместе с супругой, но, ради неё собирался пожертвовать карьерой, уйдя в отставку. По протекции будущего императора Александра II был оставлен в столице.
Брак не сложился, уже в 1862 году супруги фактически прекратили совместное проживание, а в мае 1864 года Наталья получила и юридическое право на отдельное проживание. Ещё за год до официального расторжения брака с Дубельтом Наталья уже вступила в морганатический брак c принцем Николаем Вильгельмом Нассауским.
Брак с Натальей Пушкиной был одним из самых ярких и, в то же время, самым трагичным эпизодом жизни Михаила Дубельта, этому браку посвящено достаточное количество страниц в исследованиях пушкинистов.

## Награды
- 6 декабря 1847 — орден Святой Анны 3-й степени.
- 3 июля 1850 — золотая полусабля с надписью «За храбрость» — «за отличие в делах против кавказских горцев».
- 1856 — бронзовая медаль «В память Восточной войны 1853—56».
- 1859 — орден Святого Станислава 2-й степени.
- 1861 — монаршее благоволение — за участие в проведении Крестьянской реформы.
- 29 октября 1861 — серебряный знак отличия — за участие в проведении Крестьянской реформы.